# Supercoupe de Russie de football
La Supercoupe de Russie de football (en russe : Суперкубок России по футболу, Souperkoubok Rossii po foutbolou) est un match annuel opposant le champion de Russie et le vainqueur de la coupe de Russie, ou le deuxième du championnat russe si le champion a également remporté la coupe. Elle marque traditionnellement le lancement de la nouvelle saison.
Le tenant du titre est le Zénith Saint-Pétersbourg, vainqueur de l'édition 2024. Elle est également est l'équipe la plus titrée de la compétition avec neuf titres remportés. Le deuxième club le plus titré est le CSKA Moscou avec sept victoires.

## Histoire
La première édition a lieu en 2003. Elle voit s'opposer le Lokomotiv Moscou, champion de Russie en titre, et le CSKA Moscou, vainqueur de la Coupe de Russie pour l'année 2002. Le Lokomotiv s'y impose à l'issue de la séance des tirs au but, remportée 4-3 après un match nul un partout après prolongation.
En 2010, pour la première fois depuis sa création, le champion russe, le Rubin Kazan, est battu par le vainqueur de la coupe, le CSKA Moscou. De manière générale, 16 des 21 éditions de la compétition ont été remportées par le champion de Russie.
Le début des années 2020 est marqué par une large domination du Zénith Saint-Pétersbourg, coïncidant plus généralement avec sa suprématie au niveau domestique en championnat, qui remporte le titre quatre fois de suite entre 2020 et 2023.

## Palmarès
| Année | Vainqueur                                                                                           | Score                | Finaliste                                                  | Stade                                   | Affluence |
| ----- | --------------------------------------------------------------------------------------------------- | -------------------- | ---------------------------------------------------------- | --------------------------------------- | --------- |
| 2003  | Lokomotiv Moscou Champion de Russie 2002                                                            | 1 - 1 ap (4 - 3 tab) | CSKA Moscou Vainqueur de la Coupe de Russie 2001-2002      | Stade Lokomotiv, Moscou                 | 15 000    |
| 2004  | CSKA Moscou Champion de Russie 2003                                                                 | 3 - 1 ap             | Spartak Moscou Vainqueur de la Coupe de Russie 2002-2003   | Stade Lokomotiv, Moscou                 | 18 000    |
| 2005  | Lokomotiv Moscou (2) Champion de Russie 2004                                                        | 1 - 0                | Terek Grozny Vainqueur de la Coupe de Russie 2003-2004     | Stade Lokomotiv, Moscou                 | 11 000    |
| 2006  | CSKA Moscou (2) Champion de Russie 2005 Vainqueur de la Coupe de Russie 2004-2005                   | 3 - 2                | Spartak Moscou Vice-champion de Russie 2005                | Stade Loujniki, Moscou                  | 43 000    |
| 2007  | CSKA Moscou (3) Champion de Russie 2006 Vainqueur de la Coupe de Russie 2005-2006                   | 4 - 2                | Spartak Moscou Vice-champion de Russie 2006                | Stade Loujniki, Moscou                  | 45 000    |
| 2008  | Zénith Saint-Pétersbourg Champion de Russie 2007                                                    | 2 - 1                | Lokomotiv Moscou Vainqueur de la Coupe de Russie 2006-2007 | Stade Loujniki, Moscou                  | 48 000    |
| 2009  | CSKA Moscou (4) Vainqueur de la Coupe de Russie 2007-2008                                           | 2 - 1 ap             | Rubin Kazan Champion de Russie 2008                        | Stade Loujniki, Moscou                  | 15 000    |
| 2010  | Rubin Kazan Champion de Russie 2009                                                                 | 1 - 0                | CSKA Moscou Vainqueur de la Coupe de Russie 2008-2009      | Stade Loujniki, Moscou                  | 17 000    |
| 2011  | Zénith Saint-Pétersbourg (2) Champion de Russie 2010 Vainqueur de la Coupe de Russie 2009-2010      | 1 - 0                | CSKA Moscou Vice-champion de Russie 2010                   | Stade Kouban, Krasnodar                 | 26 000    |
| 2012  | Rubin Kazan (2) Vainqueur de la Coupe de Russie 2011-2012                                           | 2 - 0                | Zénith Saint-Pétersbourg Champion de Russie 2011-2012      | Stade Metalurg, Samara                  | 16 000    |
| 2013  | CSKA Moscou (5) Champion de Russie 2012-2013 Vainqueur de la Coupe de Russie 2012-2013              | 3 - 0                | Zénith Saint-Pétersbourg Vice-champion de Russie 2012-2013 | Olimp-2, Rostov                         | 16 000    |
| 2014  | CSKA Moscou (6) Champion de Russie 2013-2014                                                        | 3 - 1                | FK Rostov Vainqueur de la Coupe de Russie 2013-2014        | Stade Kouban, Krasnodar                 | 13 000    |
| 2015  | Zénith Saint-Pétersbourg (3) Champion de Russie 2014-2015                                           | 1 - 1 ap (4 - 2 tab) | Lokomotiv Moscou Vainqueur de la Coupe de Russie 2014-2015 | Stade Petrovski, Saint-Pétersbourg      | 17 000    |
| 2016  | Zénith Saint-Pétersbourg (4) Vainqueur de la Coupe de Russie 2015-2016                              | 1 - 0                | CSKA Moscou Champion de Russie 2015-2016                   | Stade Lokomotiv, Moscou                 | 22 000    |
| 2017  | Spartak Moscou Champion de Russie 2016-2017                                                         | 2 - 1 ap             | Lokomotiv Moscou Vainqueur de la Coupe de Russie 2016-2017 | Stade Lokomotiv, Moscou                 | 24 444    |
| 2018  | CSKA Moscou (7) Vice-champion de Russie 2017-2018                                                   | 1 - 0 ap             | Lokomotiv Moscou Champion de Russie 2017-2018              | Stade de Nijni Novgorod, Nijni Novgorod | 43 319    |
| 2019  | Lokomotiv Moscou (3) Vainqueur de la Coupe de Russie 2018-2019                                      | 3 - 2                | Zénith Saint-Pétersbourg Champion de Russie 2018-2019      | VTB Arena, Moscou                       | 21 382    |
| 2020  | Zénith Saint-Pétersbourg (5) Champion de Russie 2019-2020 Vainqueur de la Coupe de Russie 2019-2020 | 2 - 1                | Lokomotiv Moscou Vice-champion de Russie 2019-2020         | Arena CSKA, Moscou                      | 5 942     |
| 2021  | Zénith Saint-Pétersbourg (6) Champion de Russie 2020-2021                                           | 3 - 0                | Lokomotiv Moscou Vainqueur de la Coupe de Russie 2020-2021 | Arena Baltika, Kaliningrad              | 16 388    |
| 2022  | Zénith Saint-Pétersbourg (7) Champion de Russie 2021-2022                                           | 4 - 0                | Spartak Moscou Vainqueur de la Coupe de Russie 2021-2022   | Stade Krestovski, Saint-Pétersbourg     | 55 608    |
| 2023  | Zénith Saint-Pétersbourg (8) Champion de Russie 2022-2023                                           | 0 - 0 (5 - 4 tab)    | CSKA Moscou Vainqueur de la Coupe de Russie 2022-2023      | Ak Bars Arena, Kazan                    | 40 876    |
| 2024  | Zénith Saint-Pétersbourg (9) Champion de Russie 2023-2024 Vainqueur de la Coupe de Russie 2023-2024 | 4 - 2                | FK Krasnodar Vice-champion de Russie 2023-2024             | Volgograd Arena, Volgograd              | 41 984    |

1. ↑  Le FK Tosno, vainqueur de la Coupe de Russie, disparaît durant l'été 2018 et ne peut prendre part à la compétition. Il est alors remplacé par le CSKA Moscou en qualité de vice-champion de Russie[1],[2].

### Bilan par club

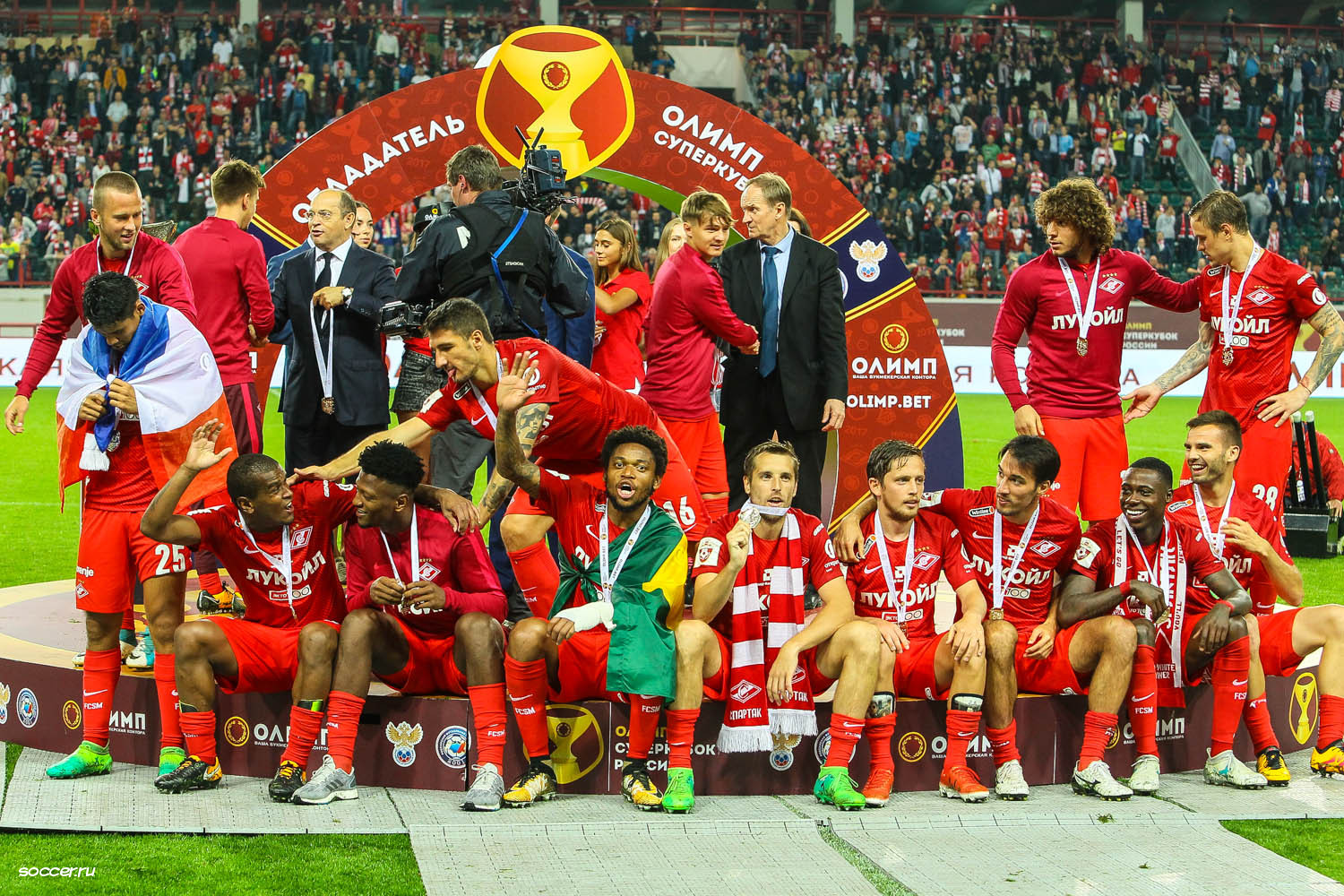
Les joueurs du Spartak Moscou célébrant leur victoire en 2017.

| Club                     | Victoire(s) | Défaite(s) | Édition(s) remportée(s)                              |
| ------------------------ | ----------- | ---------- | ---------------------------------------------------- |
| Zénith Saint-Pétersbourg | 9           | 3          | 2008, 2011, 2015, 2016, 2020, 2021, 2022, 2023, 2025 |
| CSKA Moscou              | 7           | 5          | 2004, 2006, 2007, 2009, 2013, 2014, 2018             |
| Lokomotiv Moscou         | 3           | 6          | 2003, 2005, 2019                                     |
| Rubin Kazan              | 2           | 1          | 2010, 2012                                           |
| Spartak Moscou           | 1           | 4          | 2017                                                 |
| Terek Grozny             | -           | 1          |                                                      |
| FK Krasnodar             | -           | 1          |                                                      |
| FK Rostov                | -           | 1          |                                                      |